# Mérida Open 2024
Il Mérida Open 2024, conosciuto anche come Mérida Open Akron per motivi di sponsorizzazione, è stato un torneo femminile di tennis giocato sul cemento. È stata la 2ª edizione del torneo, facente parte della categoria WTA 250 nell'ambito del WTA Tour 2024. Si è giocato allo Yucatán Country Club di Mérida in Messico dal 28 ottobre al 3 novembre 2024. Il torneo ha subito un cambio di data nel calendario, in quanto l'edizione precedente si era dispuata nel mese di febbraio.

## Partecipanti al singolare

### Teste di serie
| Nazionalità | Giocatrice          | Ranking* | Testa di serie |
| ----------- | ------------------- | -------- | -------------- |
| Messico     | Renata Zarazúa      | 71       | 1              |
| Argentina   | Nadia Podoroska     | 76       | 2              |
| Australia   | Ajla Tomljanović    | 81       | 3              |
| Germania    | Jule Niemeier       | 82       | 4              |
|             | Anna Blinkova       | 85       | 5              |
| Argentina   | María Carlé         | 87       | 6              |
| Germania    | Tatjana Maria       | 95       | 7              |
| Spagna      | Nuria Párrizas Díaz | 97       | 8              |

* Ranking al 21 ottobre 2024.

### Altre partecipanti
Le seguenti giocatrici hanno ricevuto una wild card per il tabellone principale:
- Laura Samson
- Ana Sofía Sánchez
- Akasha Urhobo

Le seguenti giocatrici sono entrate in tabellone utilizzando il ranking protetto:
- Alina Korneeva
- Nina Stojanović

Le seguenti giocatrici sono passate dalle qualificazioni:

- Maja Chwalińska
- Elizabeth Mandlik
- Anastasija Tichonova
- Tamara Zidanšek

### Ritiri
Prima del torneo
- Elisabetta Cocciaretto → sostituita da  Lucrezia Stefanini
- McCartney Kessler → sostituita da  Zeynep Sönmez
- Peyton Stearns → sostituita da  Elsa Jacquemot
- Donna Vekić → sostituita da  Marina Stakusic

## Partecipanti al doppio

### Teste di serie
| Nazione     | Giocatrice           | Nazione     | Giocatrice     | Ranking* | Seed |
| ----------- | -------------------- | ----------- | -------------- | -------- | ---- |
| Stati Uniti | Quinn Gleason        | Brasile     | Ingrid Martins | 223      | 1    |
| Stati Uniti | Jessie Aney          | Stati Uniti | Carmen Corley  | 245      | 2    |
|             | Anastasija Tichonova | Messico     | Renata Zarazúa | 288      | 3    |
| Argentina   | María Carlé          | Paesi Bassi | Eva Vedder     | 290      | 4    |

* Ranking al 21 ottobre 2024.

### Altre partecipanti
Le seguenti coppie di giocatrici hanno ricevuto una wild card per il tabellone principale:
- Maja Chwalińska /  Antonia Ružić

## Punti
| Evento    | V   | F   | SF | QF | 2T   | 1T | Q    | Q2   | Q1   |
| Singolare | 250 | 163 | 98 | 54 | 30   | 1  | 18   | 12   | 1    |
| Doppio    | 250 | 163 | 98 | 54 | N.D. | 1  | N.D. | N.D. | N.D. |

## Montepremi
| Evento    | V        | F        | SF       | QF      | 2T      | 1T      | Q2      | Q1      |
| Singolare | 35 250 $ | 20 830 $ | 11 610 $ | 6 608 $ | 4 040 $ | 2 890 $ | 2 140 $ | 1 380 $ |
| Doppio*   | 12 820 $ | 7 210 $  | 4 140 $  | 2 470 $ | N.D.    | 1 900 $ | N.D.    | N.D.    |

*per team

## Campionesse

### Singolare
Zeynep Sönmez ha sconfitto in finale  Ann Li con il punteggio di 6-2, 6-1.

### Doppio
Quinn Gleason /  Ingrid Martins hanno sconfitto in finale  Magali Kempen /  Lara Salden con il punteggio di 6-4, 6-4.